# Roberto Escobar
Roberto de Jesús „El Osito“ Escobar Gaviria (* 13. Januar 1947  in Rionegro) ist der ältere Bruder des kolumbianischen Drogenhändlers Pablo Escobar, welcher mit seinem Cousin Gustavo Gaviria und weiteren Partnern das berüchtigte Medellín-Kartell gründete. Roberto selbst war während seiner Arbeit im Kartell für die Finanzen zuständig. Aufgrund seiner Ausdauer wurde er in seinen jungen Jahren auch El Osito (‚das Bärchen‘) genannt.

## Leben
Roberto de Jesús „El Osito“ Escobar Gaviria und sein Bruder Pablo stammten aus ärmlichen Verhältnissen und wuchsen auf einer kleinen Farm in Rionegro auf. Während Pablo in der Kriminalität versank, wurde Roberto in seiner Jugend als begabter Sportler kolumbianischer Radrennmeister und südamerikanischer Meister mit dem kolumbianischen Radrenn-Team. Er studierte Chemie und Elektrotechnik, belegte Kurse in Sportmedizin und nach Ende seiner Profikarriere trainierte er die kolumbianische Radsportmannschaft und züchtete Pferde.
Der kriminellen Organisation seines Bruders schloss er sich erst in den 1980er Jahren an, wo er für die Finanzen zuständig war. Er verschob Gelder, gründete Scheinfirmen und kaufte Immobilien. Auch durch Fußball wurden Drogengelder gewaschen. Pablo kaufte Atlético Nacional, den berühmtesten Verein in Medellín, und verpflichtete die besten kolumbianischen Spieler. Dieses Fußball-Geschäft wurde von Roberto und Pablo in Zusammenarbeit gesteuert. Eine direkte Beteiligung an Gewaltverbrechen des Kartells konnte die Polizei Roberto nie nachweisen. Nach Verhandlungen mit den Behörden, inzwischen war das Medellín-Kartell eine der mächtigsten Organisationen der Welt und viele Mitglieder von den Behörden verfolgt, ging Pablo mit Roberto und seiner Leibwache im Jahr 1991 in das von ihm selbst errichtete luxuriöse Gefängnis La Catedral. Nach mehreren Skandalen wollte ihn die Regierung in ein anderes Gefängnis verlegen, woraufhin er mit Roberto und weiteren Männern die Flucht ergriff. Die kolumbianische Regierung hatte nun jeweils zehn Millionen Dollar Kopfgeld auf die Brüder ausgesetzt. Auf den Rat seines Bruders ergab sich Roberto, der bereits vor seiner ersten Inhaftierung zu 14 Jahren Haft verurteilt und im Jahr 1992 im Hochsicherheitsgefängnis von Itagüí inhaftiert worden war. Am 2. Dezember des darauffolgenden Jahres wurde sein Bruder Pablo von einer kolumbianisch-amerikanischen Spezialeinheit gestellt und laut offiziellen Angaben beim Fluchtversuch erschossen. Zwei Wochen nach Pablos Tod erhielt Roberto in seiner Zelle eine Briefbombe, wodurch er heute fast blind und schwerhörig ist. Roberto selbst ist der Meinung, dass dies ein Anschlag der kolumbianischen Regierung gewesen sei, da seine Post prinzipiell durchleuchtet und kontrolliert worden sei.
Im Jahr 2003 wurde Roberto aus der Haft entlassen und kümmerte sich seither um den Nachlass seines verstorbenen Bruders. Ab 2010 rief er mit einem lokalen Geschäftsmann die sogenannten „Pablo Escobar Tours“ in Medellín ins Leben, deren Einnahmen an seine Stiftung zur Hilfe von AIDS-Kranken gehen. Auch veröffentlichte er im Jahr 2008 ein Buch über Pablo, in dem er das eigene Bild seines Bruders schildert. Am Ende einer jeden Tour verkauft er dies, versehen mit seiner Unterschrift und seinem Daumenabdruck.
Im Jahr 2016 drohte er in einem Brief dem Medienkonzern Netflix mit einer Milliardenklage im Bezug auf die Fernsehserie Narcos, falls man „weiter Lügen über Pablo“ verbreite und ihn nicht als Berater engagieren würde. Die Rechte an der Escobar-Geschichte, so behauptet Roberto, lägen bei der Familie und der Firma Escobar Inc, die er 2014 zusammen mit Olof K. Gustafsson gründete. Nach dem Tod des Netflix-Locationscouts Carlos Muñoz in Mexiko verlautete Roberto, dass er Netflix und andere Filmproduktionsfirmen davor warne, in Kolumbien etwas zu drehen, das auf ihn oder seinen Bruder Bezug nehme, da dies für sein Land und es ohne seinen Segen sehr gefährlich sei.